# Офелия (картина Милле)
«Офелия» (англ. Ophelia) или «Смерть Офелии» — картина английского художника Джона Эверетта Милле, завершённая им в 1852 году. В основе картины лежит сюжет из пьесы Шекспира «Гамлет». Это полотно, выставленное в Королевской Академии художеств в 1852 году, было далеко не сразу оценено современниками.

## Сюжет
Офелия была возлюбленной принца Гамлета, но узнав, что он убил её отца Полония, она помешалась и покончила с собой, утопившись в реке. Как говорят могильщики в пьесе, «смерть её темна. Когда бы не приказ от короля, лежать бы ей в земле неосвящённой». Милле воспроизвёл сцену, которая описана королевой, матерью Гамлета. Она рассказывает о произошедшем как о несчастном случае:
Где ива над водой растет, купая
В воде листву сребристую, она
Пришла туда в причудливых гирляндах
                     Из лютика, крапивы и ромашки,
И тех цветов, что грубо называет
Народ, а девушки зовут перстами
Покойников. Она свои венки
Повесить думала на ветках ивы,
Но ветвь сломилась. В плачущий поток
С цветами бедная упала. Платье,
Широко распустившись по воде,
Её держало, как русалку.
На картине Офелия изображена сразу после падения в реку, когда свои венки «повесить думала на ветках ивы». Она поёт горестные песни, наполовину погружённая в воду. Её поза — раскрытые руки и взгляд, устремлённый в небо, — вызывает ассоциации с распятием Христа, а также нередко интерпретируется как эротическая. Девушка медленно погружается в воду на фоне яркой, цветущей природы; на её лице нет ни паники, ни отчаяния. И хотя смерть неизбежна, на картине время как будто замерло. Милле удалось мастерски запечатлеть мгновение, которое проходит между жизнью и смертью.

## История создания
Считается, что пейзаж «Офелии» — квинтэссенция английской природы. Милле создал его у реки Хогсмилл, в графстве Суррей, проводя у мольберта по 11 часов в день. Художник оставил полные юмора воспоминания об этом процессе:

В течение одиннадцати часов я сижу, скрестив ноги, как портной, под зонтиком, отбрасывающим тень размером не больше, чем полпенни, с детской кружечкой для питья… Мне угрожает, с одной стороны, предписание предстать перед магистратом за вторжение на поля и повреждение посевов, с другой — вторжение на поле быка, когда будет собран урожай. Мне угрожает ветер, который может снести меня в воду и познакомить с впечатлениями тонувшей Офелии, а также возможность (впрочем, маловероятная) полного исчезновения по вине прожорливых мух. Мое несчастье усугубляют два лебедя, упорно разглядывающие меня как раз с того места, которое я хочу рисовать, истребляя по ходу дела всю водную растительность, до которой они только могут дотянуться.
Оригинальный текст (англ.)I sit tailor-fashion  under an umbrella throwing a shadow scarcely larger than a halfpenny  for eleven hours, with a child's mug within reach to satisfy my thirst from the running stream beside me. I am threatened with a notice to appear before a magistrate for trespassing in a field and destroying the hay; likewise by the admission of a bull in the same field after the said hay be cut; am also in danger of being blown by the wind into the water, and becoming intimate with the feelings of Ophelia when that lady sank to muddy death, together with the (less likely) total disappearance, through the voracity of the flies. There are two swans who not a little add to my misery by persisting in watching me from the exact spot I wish to paint, occasionally destroying every water-weed within their reach.

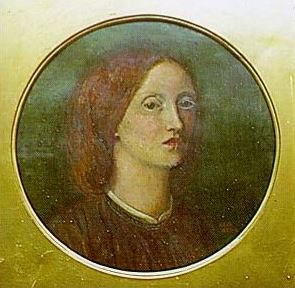
Автопортрет Элизабет Сиддал (1854), позировавшей для Офелии

Такая приверженность работе объясняется взглядами Милле, который ратовал за утверждение принципов прерафаэлитизма в искусстве. Одна из ключевых идей прерафаэлитов состояла в максимально достоверном изображении природы, поэтому даже цветы на картине выписаны с ботанической точностью. Критик Джон Рёскин отмечал, что «это прекраснейший английский пейзаж; пронизанный скорбью».
Образ Офелии художник писал в своей студии после создания пейзажа, что было необычно для тех времён. Пейзажи считались менее важной частью картины, поэтому оставлялись на потом. Моделью стала девятнадцатилетняя Элизабет Сиддал, которую Милле заставлял по нескольку часов лежать в наполненной ванне. Несмотря на то, что ванна подогревалась при помощи ламп, была зима, поэтому Сиддал серьёзно простудилась. Её отец пригрозил художнику судом, если тот не оплатит врачебные услуги, и позднее Милле был выслан счёт от докторов на 50 фунтов. Студия сохранилась до настоящего времени и находится около Британского музея в Лондоне. Сейчас там висит табличка, которая гласит, что в здании в 1848 году было основано Братство прерафаэлитов. Внутри располагается юридическая контора, а место знаменитой ванны занимает копировальный аппарат.
Платье обошлось Милле в четыре фунта. В марте 1852 года он писал: «Сегодня я приобрёл по-настоящему роскошное старинное женское платье, украшенное цветочной вышивкой, — и я собираюсь использовать его в „Офелии“». Согласно записи от 31 марта, живописцу осталось только «нарисовать юбку… на что, я думаю, не потребуется больше одной субботы».

## Символизм картины

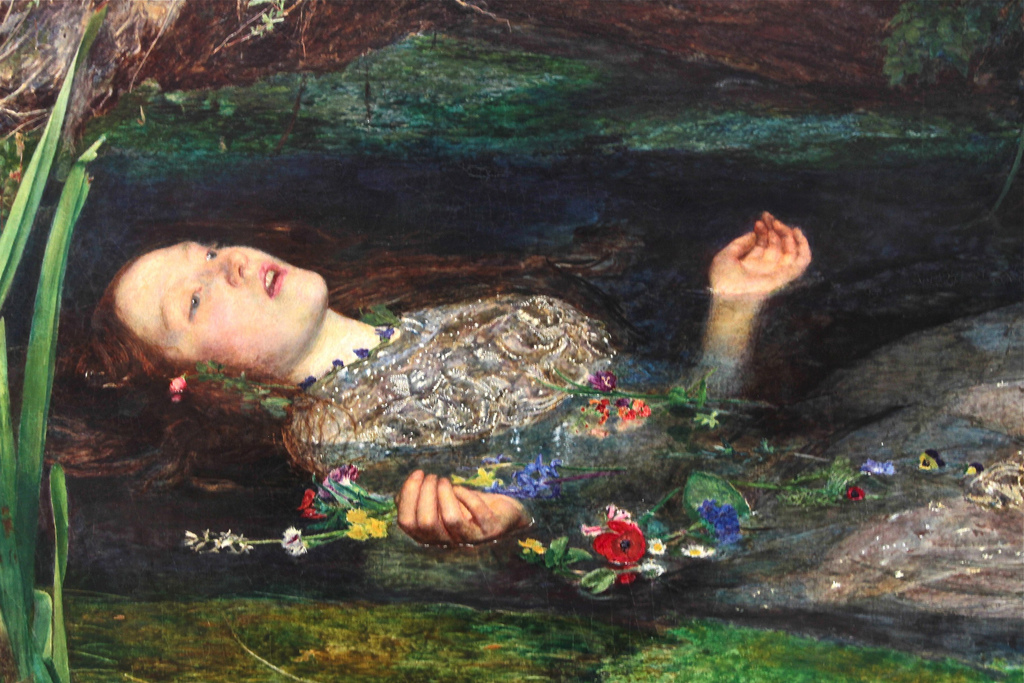
Фрагмент картины, показывающий, с какой ботанической точностью изображены цветы из распавшегося венка Офелии

Картина известна благодаря детализированному изображению растительности реки и на речных берегах.

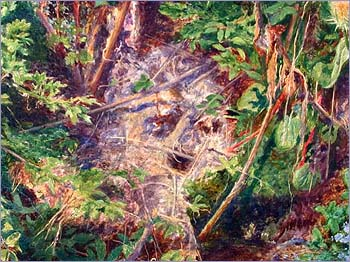
Некоторые исследователи полагают, что в правом углу картины спрятано изображение черепа

Цветы в реке — «причудливые гирлянды», которые сплела Офелия. Они также несут символическое значение: согласно языку цветов, лютики — символ неблагодарности или инфантилизма, плакучая ива, склонившаяся над девушкой, — символ отвергнутой любви, крапива обозначает боль, цветы маргариток около правой руки символизируют невинность. Плакун-трава в правом верхнем углу картины — «персты покойников» Шекспира, или пурпурные цветы (англ. long purples) в другом переводе. Вероятно, Шекспир подразумевал внешне схожее, но не родственное плакун-траве растение — ятрышник мужской из семейства орхидных. Русское и латинское (оrchis — яичко) названия этого растения объясняют строку Шекспира «That liberal shepherds give a grosser name» (в пер. М. Лозинского: «У вольных пастухов грубей их кличка»). Розы традиционно являются символом любви и красоты; кроме того, один из героев называет Офелию «роза мая»; ожерелье из фиалок знаменует верность; таволга в левом углу может выражать бессмысленность смерти Офелии; растущие на берегу незабудки — символ верности; алый и похожий на мак адонис, плавающий около правой руки, символизирует горе.

## Влияние
Картина упоминалась в различных фильмах, в частности, в фильме Лоуренса Оливье «Гамлет» 1948 года. Сцена в фильме Уэса Крэйвена «Последний дом слева» 1972 года была смоделирована на основе этой картины, а в клипе на песню Ника Кейва «Where the Wild Roses Grow» Кайли Миноуг имитирует позу, изображенную на картине. Картина также упоминается в фильме 1986 года «Клин клином», в котором школьница повторяет центральный образ, когда главные герои встречаются. Образ картины упоминается в прологе фильма Ларса фон Триера «Меланхолия» 2011 года, где героиня Кирстен Данст Жюстин плывет в медленно движущемся потоке. Картина также показана в 1 сезоне сериала «На поверхности». 

## Критика
Критик The Times написал, что «должно быть что-то странно извращенное в воображении, которое погружает Офелию в заросшую сорняками канаву и лишает тонущую признаков борьбы этой влюбленной девушки всего пафоса и красоты». Художественный критик Джон Рёскин, ярый сторонник Милле, находя технику картины «изысканной», выразил сомнения относительно решения разместить Офелию в ландшафте Суррея и спросил: «Почему бы вам не нарисовать чистую природу, а не этот негодяйски огороженный проволочной сеткой рай для садоводов?».
В 1906 году японский писатель Нацумэ Сосэки в своем романе «Кусамакура» назвал картину «вещью значительной красоты». С тех пор картина пользуется большой популярностью в Японии.

## Провенанс
«Офелия» была куплена у Милле 10 декабря 1851 года торговцем произведениями искусства Генри Фаррером за 300 гиней. Фаррер продал картину Б. Г. Виндусу, страстному коллекционеру прерафаэлитского искусства, который перепродал ее в 1862 году за 748 гиней. Картина хранится в Британской галерее Тейт в Лондоне и оценивается экспертами не менее чем в 30 миллионов фунтов стерлингов.